# Listă de filme idol: N
Aceasta este o listă de filme idol în ordine alfabetică. Vedeți Listă de filme idol pentru lista principală.
| Film | An              | Regizor                          | Surse         |
| --- | --------------- | -------------------------------- | ------------- |
| Naked | 1993            | Mike Leigh                       | [ 1 ]         |
| The Naked Gun trilogy | 1988–1991 -1993 | David Zucker, Peter Segal        | [ 2 ]         |
| The Naked Kiss | 1964            | Samuel Fuller                    | [ 3 ] [ 4 ]   |
| Naked Killer | 1992            | Clarence Fok Yiu-leung           | [ 5 ]         |
| Naked Lunch | 1991            | David Cronenberg                 | [ 3 ]         |
| The Naked Prey | 1965            | Cornel Wilde                     | [ 3 ]         |
| Napoléon | 1927            | Abel Gance                       | [ 4 ]         |
| Napoleon Dynamite | 2004            | Jared Hess                       | [ 6 ] [ 7 ]   |
| Natural Born Killers | 1994            | Oliver Stone                     | [ 8 ]         |
| Near Dark | 1987            | Kathryn Bigelow                  | [ 9 ] [ 10 ]  |
| Nekromantik | 1987            | Jörg Buttgereit                  | [ 11 ] [ 12 ] |
| New Jack City | 1991            | Mario van Peebles                | [ 13 ]        |
| A New Leaf | 1971            | Elaine May                       | [ 14 ]        |
| Newsies | 1992            | Kenny Ortega                     | [ 15 ]        |
| The New World | 2005            | Terrence Malick                  | [ 16 ]        |
| New York, New York | 1977            | Martin Scorsese                  | [ 4 ]         |
| Nightbreed | 1990            | Clive Barker                     | [ 17 ]        |
| Nightmare Alley | 1947            | Edmund Goulding                  | [ 18 ]        |
| Night of the Comet | 1984            | Thom Eberhardt                   | [ 19 ]        |
| Night of the Demon | 1957            | Jacques Tourneur                 | [ 20 ]        |
| Night of the Hunter | 1955            | Charles Laughton                 | [ 4 ] [ 21 ]  |
| Night of the Lepus | 1972            | William F. Claxton               | [ 22 ]        |
| Night of the Living Dead                                                                                                  | 1968            | George A. Romero                 | [ 20 ] [ 23 ] |
| The Nightmare Before Christmas                                                                                            | 1993            | Henry Selick                     | [ 24 ]        |
| A Nightmare on Elm Street                                                                                                 | 1984            | Wes Craven                       | [ 25 ] [ 26 ] |
| Nightmares | 1983            | Joseph Sargent                   | [ 27 ]        |
| The Nine Lives of Fritz the Cat                                                                                           | 1974            | Robert Taylor                    | [ 28 ]        |
| No Skin Off My Ass | 1993            | Bruce LaBruce                    | [ 29 ]        |
| Nochnoy Dozor (Night Watch)                                                                                               | 2004            | Timur Bekmambetov                | [ 30 ]        |
| No Profanar El Sueño De Los Muertos (also known as Non Si Deve Profanare Il Sonno Dei Morti and Let Sleeping Corpses Lie) | 1974            | Jorge Grau                       | [ 31 ]        |
| Noises Off | 1992            | Peter Bogdanovich                | [ 9 ]         |
| De Noordelingen (The Northerners)                                                                                         | 1992            | Alex van Warmerdam               | [ 32 ] [ 33 ] |
| Nordsee ist Mordsee | 1976            | Hark Bohm                        | [ 34 ]        |
| Nosferatu: Phantom der Nacht (Nosferatu the Vampyre)                                                                      | 1979            | Werner Herzog                    | [ 35 ] [ 36 ] |
| Nothing Lasts Forever | 1984            | Tom Schiller                     | [ 37 ] [ 38 ] |
| Le Nouveau Testament (The Brand New Testament)                                                                            | 2015            | Jaco Van Dormael                 | [ 39 ]        |
| La Novia Ensangrentada (The Blood Spattered Bride)                                                                        | 1972            | Vicente Aranda                   | [ 40 ] [ 41 ] |
| Now, Voyager | 1942            | Irving Rapper                    | [ 4 ]         |
| Nowhere | 1997            | Gregg Araki                      | [ 42 ]        |
| Nóż w Wodzie (Knife in the Water)                                                                                         | 1962            | Roman Polanski                   | [ 43 ]        |
| Nude on the Moon | 1961            | Raymond Phelan and Doris Wishman | [ 44 ]        |
| Nuovo Cinema Paradiso (also known as Cinema Paradiso)                                                                     | 1988            | Giuseppe Tornatore               | [ 45 ]        |
| Les Nuits Fauves (Savage Nights)                                                                                          | 1992            | Cyril Collard                    | [ 46 ] [ 47 ] |
| The Nutty Professor | 1963            | Jerry Lewis                      | [ 20 ]        |